# Стенсгольмен
Стенсгольмен (швед. Stensholmen) — невеликий острів (або шхера) , що лежить біля західного узбережжя Швеції, в місцевості Fjällbacka, і входить до складу островів Богуслен.

## Військові поховання
Це місце останнього спочинку кількох британських та німецьких моряків, загиблих у Ютландській битві під час Першої світової війни та згодом викинутих на острів та навколо нього, у тому числі письменника Ґорха Фока (справжнє ім’я Йоганн Вільгельм Кінау). Військове поховання на Стенсгольмені було впорядковане в 1920 році і зараз є місцем спочинку 12 німецьких моряків. Кладовище підтримує німецька організація Volksbund Deutsche Kriegsgräberfürsorge. У червні 2016 року острів відвідала туристична група Фольксбунду, щоб відновити могили на честь 100-річчя битви. . У серпні 2020 року острів відвідав німецький вітрильник «Александер фон Гумбольдт», щоб вшанувати пам'ять загиблих моряків.

## Транспорт
До Стенсгольмена можна дістатися лише по морю з порту Fjällbacka, розташованого за кілька кілометрів. Дорога займає приблизно 20 хвилин. Стенсгольмен сусідить з островом Кальво, на якому проживає троє мешканців.